# Ascosphaerales
Ascosphaerales är en ordning av svampar. Ascosphaerales ingår i klassen Eurotiomycetes, divisionen sporsäcksvampar och riket svampar.
|                | Pyrenulales                       |
|                |                                   |
|                | Onygenales                        |
|                |                                   |
|                | Verrucariales                     |
|                |                                   |
|                | Eurotiales                        |
|                |                                   |
|                | Chaetothyriales                   |
|                |                                   |
|                | Mycocaliciales                    |
|                |                                   |
|                | Coryneliales                      |
|                |                                   |
| Ascosphaerales | \| \| Ascosphaeraceae \| \| \| \| |
|                | \| \| Ascosphaeraceae \| \| \| \| |
|                | Arachnomycetales                  |
|                |                                   |
|                | Monascaceae                       |
|                |                                   |
|                | Strigulaceae                      |
|                |                                   |
|                | Eremascaceae                      |
|                |                                   |
|                | Amorphothecaceae                  |
|                |                                   |
|                | Rhynchomeliola                    |
|                |                                   |
|                | Sarcinomyces                      |
|                |                                   |
|                | Cyanopyrenia                      |
|                |                                   |
|                | Calyptrozyma                      |
|                |                                   |
|                | Arthropycnis                      |
|                |                                   |
|                | Rhynchostoma                      |
|                |                                   |
|                | Azureothecium                     |
|                |                                   |
|                | Ascosphaeraceae                   |
|                |                                   |

|  | Ascosphaeraceae |
|  |                 |